# Cycloramphus stejnegeri
Espèce
Synonymes
- Borborocoetes stejnegeri Noble, 1924

Statut de conservation UICN

 DD  : Données insuffisantes
Cycloramphus stejnegeri est une espèce d'amphibiens de la famille des Cycloramphidae.

## Répartition
Cette espèce est endémique de l'État de Rio de Janeiro au Brésil. Elle se rencontre dans la Serra dos Órgãos.

## Description
Les mâles mesurent de 45 à 47 mm et les femelles de 45 à 56 mm.

## Étymologie
Cette espèce est nommée en l'honneur de Leonhard Hess Stejneger.

## Publication originale
- Noble, 1924 : Some Neotropical batrachians preserved in the United States National Museum with a note on the secondary sexual characters of these and other amphibians. Proceedings of the Biological Society of Washington, vol. 37, p. 65–72 (texte intégral).